# Barzdai
Barzdai är en ort i Marijampolė län i södra Litauen. Enligt folkräkningen från 2011 har staden ett invånarantal på 385 personer.

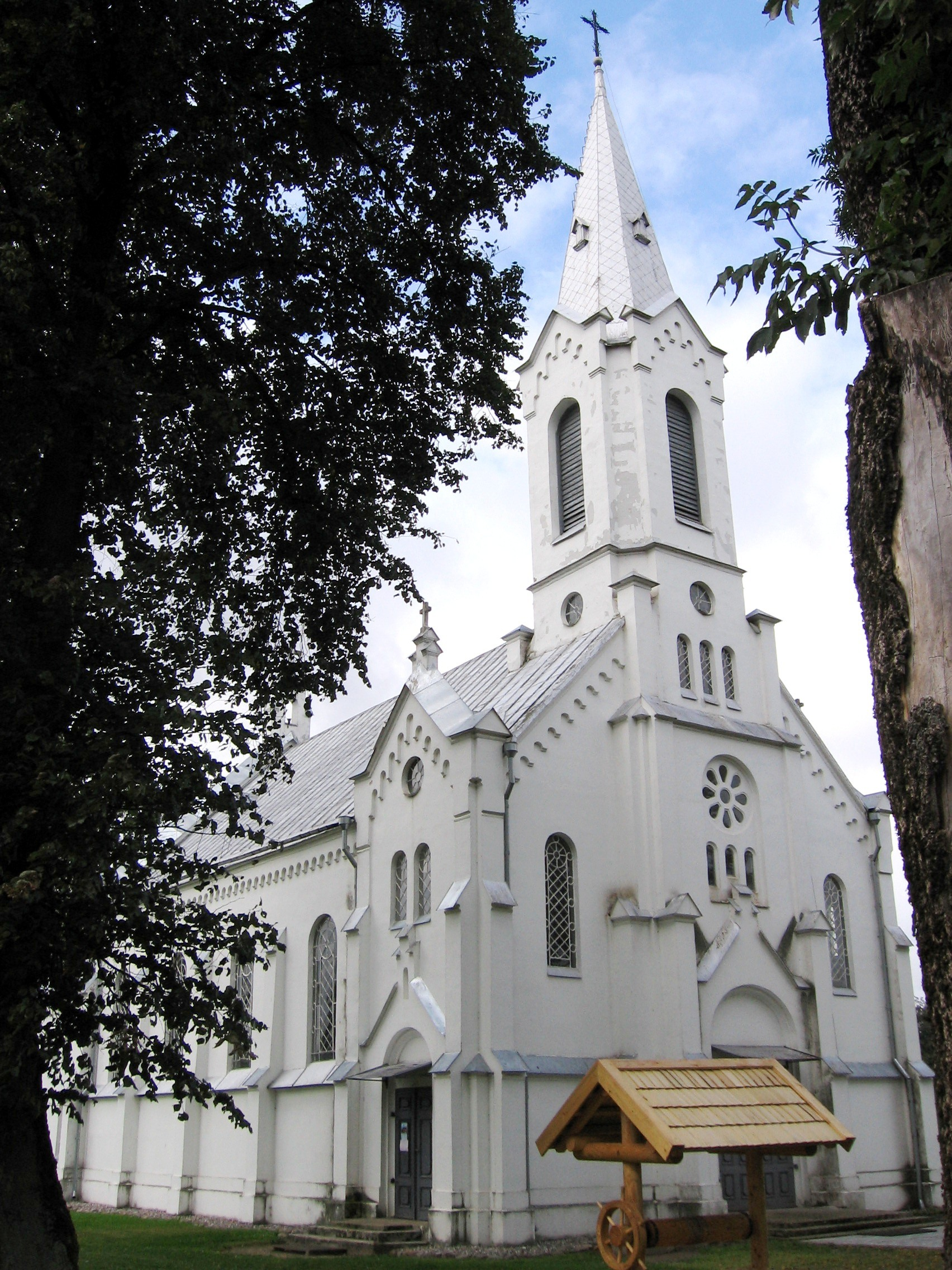
Katolska kyrkan i Barzdai